# Saint-Aubin-du-Désert
Saint-Aubin-du-Désert är en kommun i departementet Mayenne i regionen Pays de la Loire i nordvästra Frankrike. Kommunen ligger i kantonen Villaines-la-Juhel som tillhör arrondissementet Mayenne. År 2022 hade Saint-Aubin-du-Désert 223 invånare.

## Befolkningsutveckling
Antalet invånare i kommunen Saint-Aubin-du-Désert
| Referens: INSEE |